# Dona Cislene
Dona Cislene foi uma banda brasileira de rock formada em 2013 na cidade de Brasília.
Seus integrantes foram Bruno Alpino (vocalista), Guilherme de Bem (guitarrista), Pedro Piauí (baixista) e Paulo Sampaio (baterista).
Durante seu tempo de vida foram 3 álbuns, 40 músicas e 14 clipes.

## Carreira

### 2013: Início
Formada profissionalmente em 2013, Dona Cislene foi selecionada nesse mesmo ano para tocar na etapa de Brasília do Circuito Banco do Brasil através do concurso SomPraTodos, destinado a levar artistas independentes para tocar em cada etapa do festival, e indicada ao concurso BandaDaGalera, que escolheu um artista para tocar no Palco Sunset do Rock in Rio 5, por um importante blog musical, o PapelPop.

### 2014: Um Brinde aos Loucos
Em agosto de 2014, lançou seu primeiro álbum oficial, o Um Brinde aos Loucos. No mesmo mês, foi escolhida para tocar no Porão do Rock de 2014 através de seletiva e devido ao lançamento do álbum, começou a apresentar-se fora de Brasília, em locais como Anápolis, Belo Horizonte, São Paulo, Rio de Janeiro e Barreiras.

### 2015: Ilha e shows importantes
Já em 2015, abriu o show da Turnê 20 anos do Raimundos no Circo Voador, no Rio de Janeiro, e também abriu para o Tihuana no O Kazebre, em São Paulo. Além disso, em agosto, lançou o single "Ilha", com participação de Dinho Ouro Preto e Digão dos Raimundos.
Nesse mesmo ano, tocou em cidades como Maceió, Fortaleza, Goiânia, Florianópolis, Curitiba, totalizando 28 shows em 13 cidades. Também participou do show em Brasília da Turnê de despedida da banda carioca ForFun e do Porão do Rock de 2015.

### 2016: Multipersona e Festivais
Em 2016, lançou o single "Multipersona", participou de festivais importantes, como o Festival Mada, o Festival Sai da Lata, o Goyazes Festival e o Festival Rock Station, com as bandas The Offspring, Dead Kennedys e Anti-Flag, participou do programa Mix Diário, da Mix TV e tocou nas cidades de Ribeirão Preto, Cuiabá, Araucária, dentre outras.

### 2017: Meninos & Leões
Em março de 2017, se apresentou em cidades na região metropolitana de São Paulo. Em maio, lançou o seu segundo álbum, o Meninos & Leões, produzido por Ricardo Ponte e masterizado por JoeLaPorta, em São Paulo, no Hangar 110 e, em Brasília, por festival próprio.
Também em 2017, participou dos festivais Green Move Festival e Porão do Rock de 2017 e de uma série sobre o Rock de Brasília no Bom Dia DF, telejornal local da Rede Globo. Somado a isso, também tocou em Salvador, Feira de Santana, Osasco, São Caetano, além de outras cidades.

### 2018: Daqui pra Frente Carnaval
Em fevereiro de 2018, lançou o single "Daqui pra Frente Carnaval".

### 2020: Fim das atividades
Em 25 de junho de 2020, a Dona Cislene encerra oficialmente suas atividades.

## Integrantes

### Formação atual
- Bruno Alpino - vocal e guitarra
- Guilherme de Bem - guitarra
- Pedro Piauí - baixo
- Paulo Sampaio - bateria

## Discografia

### Álbuns de estúdio
- 2014 - Um Brinde aos Loucos[20]
- 2017 - Meninos & Leões[21][22]
- 2019 - TempoRei

### Singles
- 2015 - Ilha[23][24]
- 2016 - Multipersona[25]
- 2018 - Daqui pra Frente Carnaval[26]